# Ichneumon obduratus
Ichneumon obduratus är en stekelart som beskrevs av Charles Thomas Brues 1910. Ichneumon obduratus ingår i släktet Ichneumon och familjen brokparasitsteklar. Inga underarter finns listade i Catalogue of Life.